# Filides
|  | No s'ha de confondre amb Fil·lides. |

Filides (en llatí Phylidas o Philidas, en grec antic Φυλίδας, Φιλίδας) fou un militar etoli.
Dorimac a l'hivern del 219 aC, o potser ja a començaments del 218 aC, el va enviar en ajut d'Elis contra Filip V de Macedònia a la zona de Trifília. El rei macedoni es va apoderar d'Alifera, Tipanes, Hípana i Figalea. Filides, incapaç d'aturar l'avenç enemic, es va retirar cap a Lepreon, però en acostar-se Filip els habitants de la ciutat, que li eren hostils, el van expulsar. Filip el va empaitar i va capturar tota la seva impedimenta, però Filides, amb els soldats, va poder fugir cap a Sàmicon. Allí el rei macedoni va iniciar un setge i un atac, i Filides va capitular, però a condició de poder sortir amb les armes. Ja no se'l menciona més. En parla Polibi.